# К'ініч-Татб'у-Холь IV
К'ініч-Татб'у-Холь IV (д/н— після 808) — останній (ахав) Па'чана з 800/808 року.

## Життєпис
Син ахава Іцамнаах-Б'алама IV. Дата народження К'ініч-Татб'у-Холя невідома. Його батько помер між 800 та 808 роками. В цей час він стає новим володарем Па'чанського царства.
Про правління відомо замало. В день 9.18.17.12.6, 7 Кімі 14 Сіп (16 березня 808 року) К'ініч-Татб'у-Холь IV розпочав велику військову кампанію проти царства Йокіб-К'ін. Спочатку сплюндрував області К'ухте'ель і Яшхульвіц. Крім того, був захоплений в полон якийсь Ах-Яш-Мо'-Суц'. На честь цих перемог К'ініч-Татб'у-Холь IV в день 9.18.17.13.10, 5 Ок 18 Соц' (9 квітня 808 року) присвятив святилище Ах-К'ак'-О'-Чаака (сучасна «Будівля 3»), а через чотири дні здійснив ритуал кидання. При описі цього ритуалу згадується останній відомий цар Йокібу — К'ініч-Йат-Ак II, який названий «бранцем» К'ініч-Татб'у-Холь IV. Вважається, що йокібський ахав потрапив в полон в ході війни 808 року, яка завершилася розгромом і розпадом його царства.
За час К'ініч-Татб'у-Холя IV зберігся єдиний монумент — досить грубо зроблений Одвірок 10, розміщений всередині невеликої «Будівлі 3». Він є останнім відомим монументом з Яшчилану. Археологічні дані свідчать про те, що незабаром після будівництва «Будівлі 3» К'ініч-Татб'у-Холь IV загинув, а його царство припинило існування. Відбулося це орієнтовно у 810-х роках.